# Геттер (газопоглотитель)

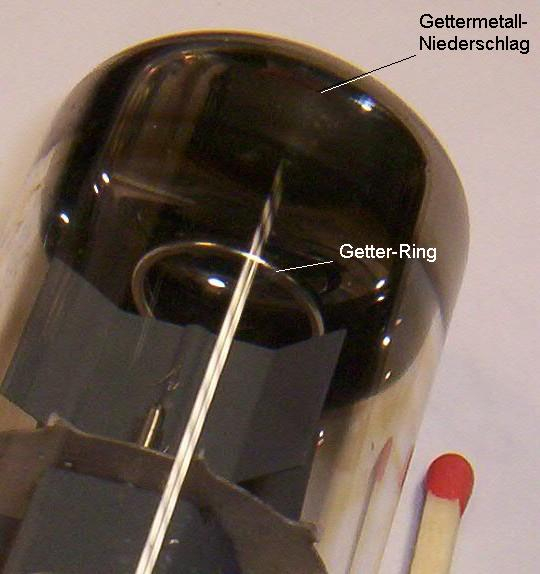
Геттер в электронной лампе

Геттер — газопоглотитель, вещество, поглощающее и прочно удерживающее газы (кроме инертных) и пары, связывая их за счёт хемосорбции, часто используются в устройствах (которые в обиходе тоже называют геттерами) для газопоглощения и обеспечения необходимой степени вакуумирования в вакуумных приборах, в том числе, электровакуумных, а также в  вакуумных насосах. 

## Назначение
Чем меньше внутри вакуумных приборов останется газов, тем более долговечен прибор. При взаимодействии с электронами остаточный газ ионизируется, и образующиеся положительные ионы бомбардируют катод и другие электроды, распыляя их и «отравляют» катод, изменяя его химический состав и покрывая его плохо испускающим электроны веществом с электродов. При высоких напряжениях зажигается тлеющий газовый разряд, шунтирующий электроды, нарушающий нормальный режим работы прибора и многократно усиливающий их износ. Кроме того, при усилении слабых сигналов даже в хорошо откачанном электровакуумном приборе остаточный газ является сильным источником шумов. 
Принцип действия почти всех геттеров основан на том, что при нагреве металл геттера распыляется внутри баллона и либо химически взаимодействует с веществами, входящими в состав остаточного газа с образованием твёрдых соединений, либо растворяет их в качестве твёрдого раствора (водород) в процессе абсорбции, либо удерживает на поверхности в процесса адсорбции. Кроме того, в процессе быстрого распыления геттер действует как однократный вакуумный насос, притягивая молекулы инертных (гелий, неон) и других (органика, аммиак), не поглощаемых химически газов межатомными Ван-дер-Ваальсовыми силами, увлекает на распыляемую поверхность и «хоронит» под следующими оседающими слоями распылённого вещества. 
Степень понижения давления определяется химической активностью веществ  при их взаимодействии с газами, и зависит от рода эвакуируемого газа. Так, при удалении воздуха геттер может снизить давление не более, чем в 100 раз, так как кислород и азот воздуха образуют с металлом геттера оксиды и нитриды, а аргон, содержание которого около 1 %, почти весь останется. Но применив предварительную продувку откачиваемого сосуда безаргонной смесью газов, можно добиться значительного увеличения степени геттерного вакуумирования.
Геттеры также применяются для очистки инертных газов от посторонних примесей, главным образом, кислорода, водорода, азота и паров воды. 
Максимальное остаточное давление в электровакуумных приборах, работающих при напряжениях до 1 кВ, для долговременной работы считается 10−4 Па. Для высоковольтных кинескопов (25 кВ) максимум составляет 10−7 Па (5—10 лет работы).

## Материалы
Многие геттеры в вакуумных приборах содержат барий и ядовиты.

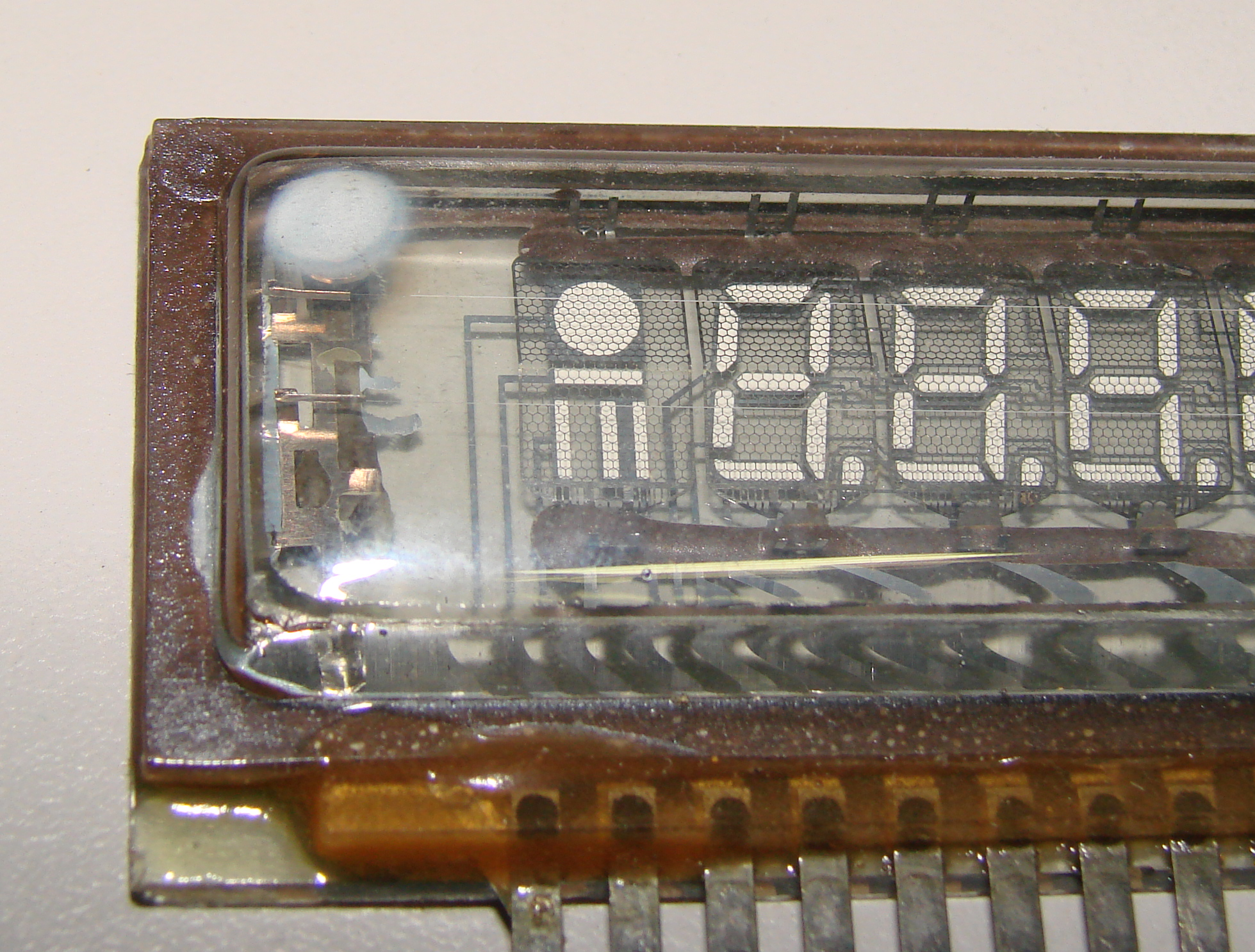
Белое пятно сигнализирует о нарушении герметичности колбы индикатора

Существуют две основные разновидности геттеров: распыляющиеся (испаряющиеся) и нераспыляющиеся (неиспаряющиеся).

#### Распыляющиеся
Представляют собой металлическое покрытие стеклянного баллона на основе, как правило, бария или магния. Такой тип геттера является одноразовым «активным» и намного более эффективным. Позволяет по внешнему виду оценить состояние электровакуумного прибора: при длительной и активной эксплуатации темнеет, покрывается специфическими пятнами, кольцами, меняет цвет за счёт выделяющихся внутри веществ. При нарушении вакуума превращается в специфический молочно-белый налёт (оксид). Пористый остаток нераспылённого вещества геттера работает также, как пассивный геттер, адсорбируя газы во время эксплуатации прибора. 
- Алюминий-магний — покрытие порошком, намазка суспензии. Температура распыления 450—500 °C, обезгаживания 400 °C, адсорбируют газы только в момент распыления. Область применения: небольшие приёмные лампы, лампы с оксидным катодом[1].
- Барий и его соединения — применяются в виде таблеток в металлической оболочке. Температура газопоглощения не выше 200 °C, распыления 900—1300 °C, обезгаживания 600—700 °C. Область применения: электронно-лучевые трубки, миниатюрные лампы, генераторные лампы средних размеров[1].
- Феба (феррум-барий) — применяется в виде отрезков бариевой проволоки в трубчатой оболочке из армко-железа. Температура газопоглощения не выше 200 °C, распыления 900—1000 °C, обезгаживания 750—800 °C. Область применения: генераторные лампы малой и средней мощности, приемно-усилительные лампы[1].
- Фосфор — покрытие порошком или суспензией подложки. Температура газопоглощения 100—200 °C, распыления 200 °C. Применялся в лампах накаливания[1].
- Титан — в виде проволоки или пластин, применяется в ионно-геттерных вакуумных насосах для высокого вакуума. Температура распыления 1700—2000 °C[1].

#### Нераспыляющиеся
Применяются в форме газопоглотительной таблетки или тонкодисперсного порошка, является многоразовым «пассивным», или «холодным» геттером. Вещество геттера активно поглощает остатки газов в электровакуумных приборах. В качестве нераспыляющихся геттеров применяют порошки металлов (тантал, титан, барий, цирконий, ниобий, церий и другие). При прокаливании в вакууме почти до плавления за час отдаёт примерно 2/3 накопленных газов и снова готов к работе.
- Тантал — в листах или порошкообразный. Температура газопоглощения 700—1200 °C, обезгаживания 1600—2000 °C. Область применения: генераторные лампы средних размеров, мощные вакуумные и генераторные лампы[1].
- Торий — покрытие на анодах или никелевой подложке. Температура газопоглощения 400—500 °C, обезгаживания 800—1000 °C на металлической подложке, 1500—1600 °C на графитовой. Область применения: лампы для сверхвысоких частот, генераторные лампы средней мощности[1].
- Цето — порошковое покрытие никелевой или железной подложки. Температура газопоглощения 200—600 °C, обезгаживания 800—900 °C. Область применения: лампы, в которых нельзя применить распыляющиеся геттеры[1].
- Цирконий — покрытие на анодах и сетках прибора, либо в виде проволоки. Температура газопоглощения 800 °C для покрытия и до 1600 °C для проволоки, обезгаживания 700—1300 °C для покрытий, и до 1700 °C для проволоки. Область применения: мощные и средней мощности генераторные лампы, приборы УКВ[1].